# Joel Hastings Metcalf
Joel Hastings Metcalf, född 4 januari 1866, död 23 februari 1925, var en amerikansk astronom.
Mellan 1905 och 1914 upptäckte han de två kometerna 23P/Brorsen-Metcalf och 97P/Metcalf-Brewington, och 41 asteroider.
Två av de asteroider han upptäckte är uppkallade efter honom, 726 Joëlla och 792 Metcalfia.

## Asteroider upptäckta av Joel Hastings Metcalf
| 525 Adelaide     | 21 oktober 1908   |
| 581 Tauntonia    | 24 december 1905  |
| 599 Luisa        | 25 april 1906     |
| 600 Musa         | 14 juni 1906      |
| 602 Marianna     | 16 februari 1906  |
| 603 Timandra     | 16 februari 1906  |
| 604 Tekmessa     | 16 februari 1906  |
| 611 Valeria      | 24 september 1906 |
| 620 Drakonia     | 26 oktober 1906   |
| 622 Esther       | 13 november 1906  |
| 636 Erika        | 8 februari 1907   |
| 637 Chrysothemis | 11 mars 1907      |
| 638 Moira        | 5 maj 1907        |
| 645 Agrippina    | 13 september 1907 |
| 653 Berenike     | 27 november 1907  |

| 655 Briseïs     | 4 november 1907   |
| 660 Crescentia  | 8 januari 1908    |
| 661 Cloelia     | 22 februari 1908  |
| 662 Newtonia    | 30 mars 1908      |
| 673 Edda        | 20 september 1908 |
| 675 Ludmilla    | 30 augusti 1908   |
| 690 Wratislavia | 16 oktober 1909   |
| 691 Lehigh      | 11 december 1909  |
| 694 Ekard       | 7 november 1909   |
| 695 Bella       | 7 november 1909   |
| 696 Leonora     | 10 januari 1910   |
| 726 Joëlla      | 22 november 1911  |
| 729 Watsonia    | 9 februari 1912   |
| 736 Harvard     | 16 november 1912  |
| 737 Arequipa    | 7 december 1912   |

| 739 Mandeville  | 7 februari 1913   |
| 740 Cantabia    | 10 februari 1913  |
| 741 Botolphia   | 10 februari 1913  |
| 747 Winchester  | 7 mars 1913       |
| 755 Quintilla   | 6 april 1908      |
| 756 Lilliana    | 26 april 1908     |
| 757 Portlandia  | 30 september 1908 |
| 767 Bondia      | 23 september 1913 |
| 784 Pickeringia | 20 mars 1914      |
| 792 Metcalfia   | 20 mars 1907      |
| 1345 Potomac    | 4 februari 1908   |